# Фредрик Браун
Фредрик Уилям Браун (на английски: Fredric William Brown) е американски писател на научна фантастика и криминални романи, най-популярен със своите разкази.

## Биография и творчество
Роден е в Синсинати, щата Охайо, завършил е колежа в Хановър и университета в Синсинати. Сред най-популярните му романи са „Марсианците си отиват“ (Martians Go Home) и „Светлините в небесата са звезди“ (The Lights in the Skies Are Stars), които излизат съответно през 1954 и 1953 г.
Според съпругата му Фредрик Браун мразел да пише. Затова правел всичко възможно, за да го избегне. Той свирел на флейта, предизвиквал приятел на игра на шах или дразнел Минг Тах, неговата сиамска котка.
Ако Браун имал проблеми с разработването на определена история, той скачал на дълго пътуване с автобус и просто да седял да мисли и да крои заговори дни наред. Когато Браун най-сетне се върнел у дома и сядал пред пишещата машина, той произвеждал произведения в различни жанрове: мистерия, научна фантастика, къса фентъзи, черна комедия - а понякога и всичко взето заедно.
Неговият разказ „Арена“ (Arena) е използван в сериала Star Trek.